# Puig Clarà

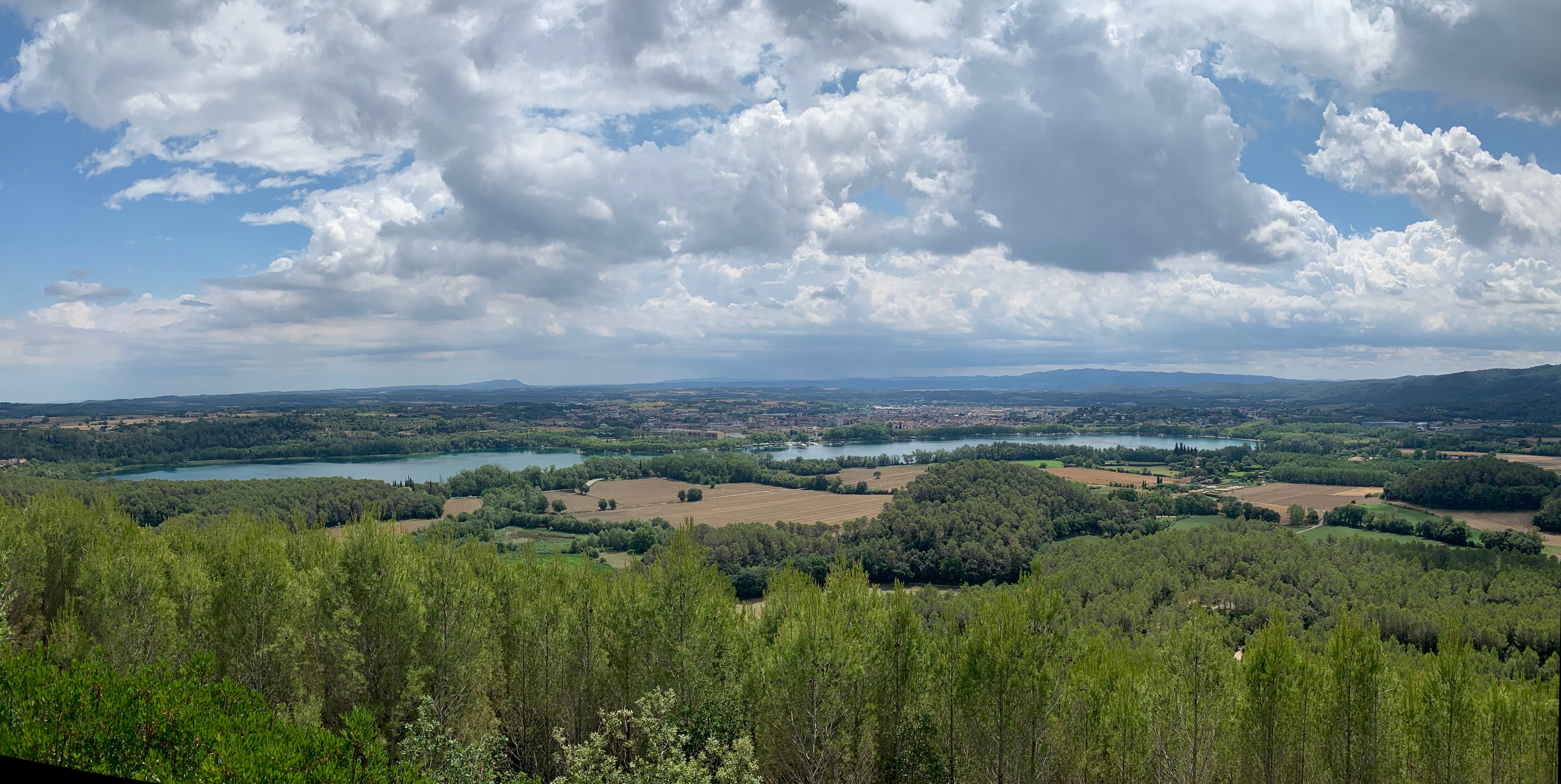
Blick vom Gipfel des Puig Clarà auf den Estany de Banyoles

Der Puig Clarà ist ein 314,6 Meter hoher Berg in Porqueres in Katalonien.
Er ist der erste Berg westlich des Sees Estany de Banyoles. Auf seiner Spitze befinden sich zwei Aussichtsplattformen. Die östliche Plattform bietet einen weiten Blick über den Estany de Banyoles, die Stadt Banyoles und weiter bis zum Küstengebirge. Die westliche Aussichtsplattform erlaubt einen Blick auf die angrenzende Gebirgskette.